# 꽃박쥐
꽃박쥐(common blossom bat, Syconycteris australis)는 꽃박쥐속에 속하는 큰박쥐류 박쥐의 일종이다. 남부꽃박쥐 또는 동부꽃박쥐, 퀸즐랜드꽃박쥐로도 알려져 있다. 과일보다는 꽃꿀과 꽃가루를 주로 먹는다. 작은 박쥐로 몸길이가 겨우 60mm이다.